# تور دوچرخه‌سواری سوئیس
تور دوچرخه‌سواری سوئیس (انگلیسی: Tour of Switzerland) یک تور دوچرخه‌سواری در سوئیس است.
این تور که در سوئیس برگزار می‌شود از سال ۱۹۴۷ تاکنون سالانه در هشت روز انجام می‌شود.

## قهرمانی بر پایه کشور
| کشور                                                | قهرمانی |
| --------------------------------------------------- | ------- |
| سوئیس                                               | ۲۳      |
| ایتالیا                                             | ۱۹      |
| بلژیک                                               | ۸       |
| آلمان                                               | ۴       |
| پرتغال · اتریش · اسپانیا · ایالات متحده آمریکا      | ۳       |
| جمهوری ایرلند · فرانسه · روسیه · استرالیا · اسلوونی | ۲       |
| هلند · قزاقستان · جمهوری چک · لوکزامبورگ            | ۱       |